# 高原院
高原院（こうげんいん、慶長8年（1603年） - 寛永14年4月23日（1637年6月15日））は、尾張藩初代藩主徳川義直の正室。名は春姫（はるひめ）。父は紀州藩初代藩主浅野幸長、母は正室の池田恒興の娘。

## 経歴
慶長8年（1603年）、和歌山城で誕生する。慶長14年（1609年）に徳川義直と縁談をし、元和元年（1615年）に結婚する。寛永10年（1633年）に義直の2子と江戸に移るまで、名古屋城の本丸御殿に居住した。2人の間に子供が生まれないまま、寛永14年（1637年）に35歳で死去し、萬松寺に葬られた。戒名は高原院大岳宗椿大禅尼。
春姫には子供がなかったが、謹厳実直な義直は側室を置こうとはしなかった。しかし尾張徳川家の存続という責務も果たさねばならず、土井利勝は公命により側室を置くことをすすめた（『金府紀較』）。後に義直の跡は側室の子である徳川光友が継いでいる。

## 御霊屋

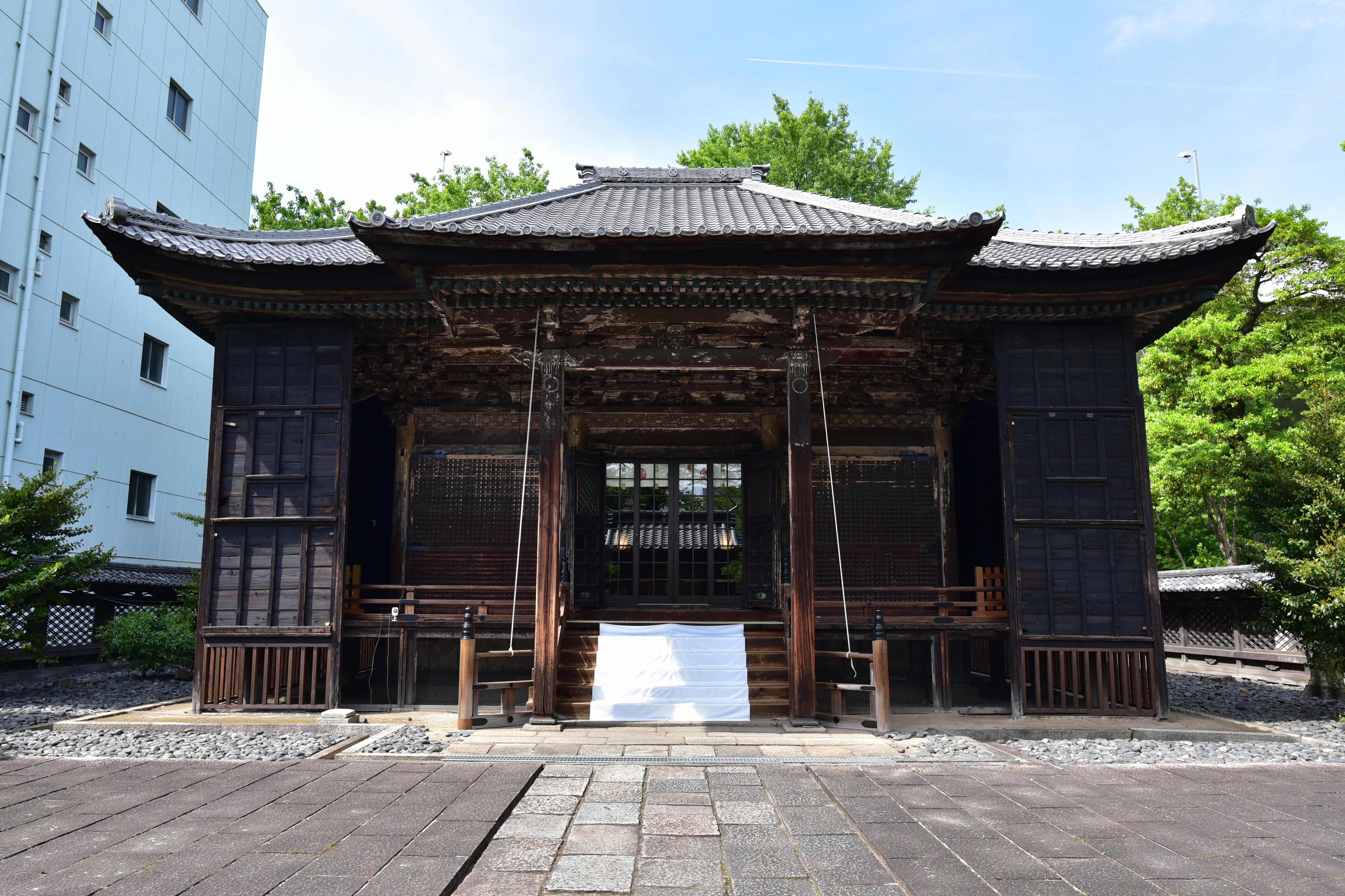
名古屋東照宮の本殿。もとは高原院の御霊屋。

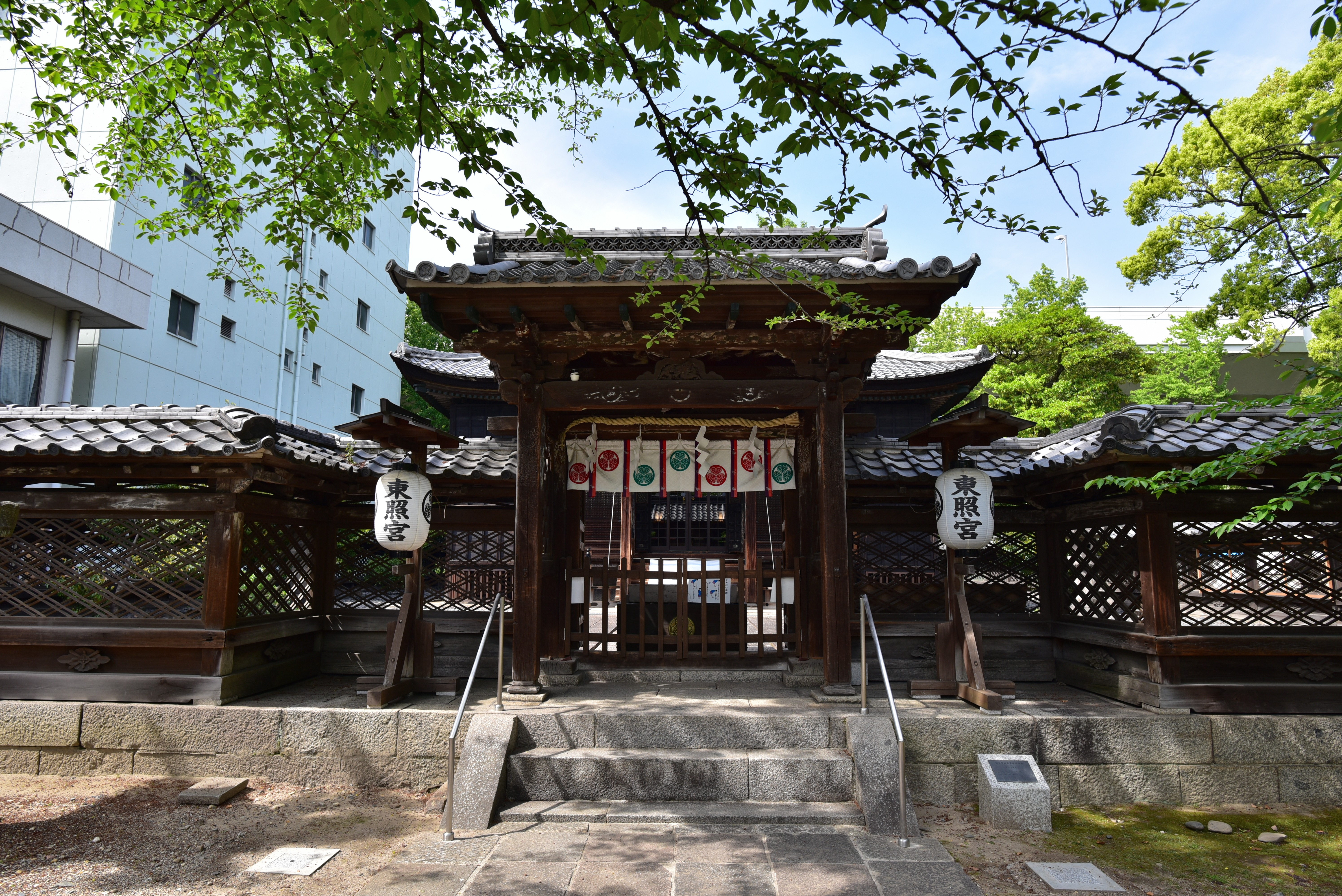
名古屋東照宮の唐門。

名古屋東照宮の現在の本殿と唐門は、もとは高原院の御霊屋として慶安4年（1651年）に萬松寺に建てられたものである。その後、1914年（大正3年）に建中寺へ移築され、1953年（昭和28年）10月に空襲で元来の社殿を焼失した名古屋東照宮に充てられ、移築された。

## その他
春姫の嫁入りは名古屋地域の豪華な結婚式のルーツとされており、毎年4月に市民団体「本丸ネットワーク（前・名古屋城文化フォーラム、旧・本丸御殿フォーラム）」が名古屋城の本丸御殿再建を目指すため「春姫道中」として嫁入りを再現したイベントが名古屋城等で行われている。

## 演じた人物
- 中田あすみ（葵 徳川三代）